# گیبون گونه‌زرد
گیبون گونه‌زرد (نام علمی: Nomascus gabriellae) نام یک گونه از سرده نوماسکوس است.